# Minh Khai, Hoài Đức
Minh Khai là một xã thuộc huyện Hoài Đức, thành phố Hà Nội, Việt Nam. Đây là một xã nằm bên bờ sông Đáy.

## Địa lý
Xã Minh Khai nằm ở phía Tây Bắc huyện Hoài Đức nằm bên bờ tả sông Đáy. Xã có vị trí:
- Phía Đông giáp với xã Đức Thượng
- Phía Nam giáp với xã Dương Liễu
- Phía Bắc giáp với xã Song Phượng, huyện Đan Phượng
- Phía Tây giáp với xã Hiệp Thuận, huyện Phúc Thọ.

## Hành chính
Xã Minh Khai là một xã nhỏ gồm hai thôn là Minh Hiệp và Minh Hòa.

## Giao thông
Xã Minh Khai nằm trên trục đường đê được trải nhựa phẳng phiu nối thị trấn Phùng, huyện Đan Phượng và xã Đức Thượng (tại hai điểm giao với quốc lộ 32) với phường Yên Nghĩa, quốc lộ 6 (thuộc quận Hà Đông).
Hệ thống xe buýt: tuyến 66.

## Di tích
Đền Mậu Hòa là di tích lịch sử văn hóa thờ vị tướng nhà Đinh Phạm Đông Nga, người đã theo Đinh Bộ Lĩnh đánh dẹp loạn 12 sứ quân và trở thành tướng tài, được phong Tổng đốc đại vương. Ông có công khởi dựng làng Mậu Hòa nằm ven bờ đê sông Đáy.

## Kinh tế
Xã Minh Khai ngoài sản xuất nông nghiệp còn có nghề làm miến tổng với quy mô lớn. Khắp các tuyến đường nhất là tuyến đê chạy qua xã toàn là miến được bà con phơi kín bên rìa đường. Trong thôn có rất nhiều xưởng miến của các hộ chế biến sản xuất cung cấp ra ngoài thị trường.